# Thimbu

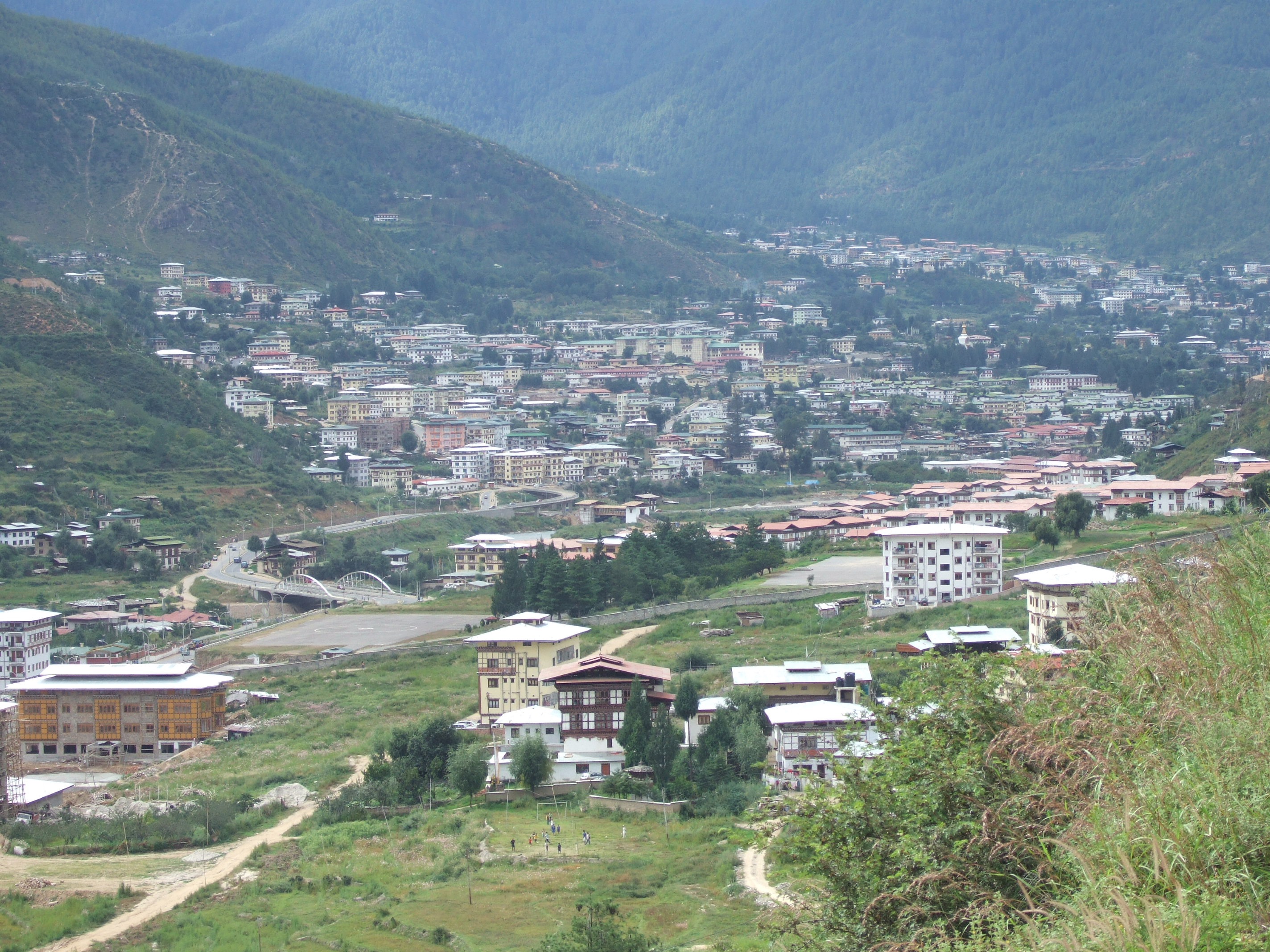
Timbu, tal como vista a partir do lado sul da cidade.

Thimphu, em português Timbu ou Timpu (em butanês: ཐིམ་ཕུ, Thimphu, pronúncia: [tʰimpʰu], antigamente romanizada como Thimbu), é a capital e maior cidade do Reino do Butão.
Com uma população estimada de 79 000 habitantes (2005), a cidade está localizada em Wang Chu (Rio Chu). O Tashichoedzong, um mosteiro budista construído no século XIII, é a sede do governo do Butão desde 1952.
É a única capital nacional não servida por qualquer aeroporto. Há apenas 40 anos não passava de um pequeno aglomerado de vilas, estando hoje, porém, em plena explosão imobiliária.
A cidade de Timbu ou Thimphu situa-se a 3.000 metros de altitude, cercada, porém, por montanhas de até 7.000 metros.
Tornou-se a capital do Reino do Butão em 1955, substituindo a antiga capital, Punakha.
Os mosteiros Tango e Cheri localizam-se perto de Timbu. O Palácio Dechenchoeling, residência oficial do rei, situa-se a norte da cidade.
Thimphu é o centro político e econômico do Butão, tem uma base agrícola e pecuária dominante, o que faz ter grande importância do PIB do país. O turismo, embora um colaborador para a economia, é estritamente regulado pelo governo. A cultura do Butão é totalmente refletida em Thimphu em relação a literatura, religião, os costumes, código de vestimentas tradicionais, as práticas monásticas dos mosteiros, música, dança, literatura e na mídia e comunicações.

## Cidades-irmãs
- Kırklareli, Turquia
- Manokwari, Indonésia